# 老龍族
寮龍族（老撾文：ລາວລຸ່ມ，拉丁轉寫：Lao Loum；泰文: ลาวลุ่ม)）是老撾的三大民族集團之一，也是最大的一個民族集團，約佔老撾69%的人口（大城市主要人口），它包括了老撾的佬族、傣族、普泰、傣泐等十七個壯侗語系的民族。多操老撾語或與之相近的語言。居住在湄公河流域的平原地區（瑯勃拉邦至占巴塞）。
“寮龍”一詞的意思是“住在低地的老撾人”，其中ລຸ່ມ音譯爲Loum、龍，意思是低，和漢語“陯”是同源詞，相傳他們最早來自百越中的越裳。在公元前後（公元前五至四世纪），他们由雲南、貴州南遷前往老撾（另一批在唐代由雲南與安南來到），文化水準較高，信仰上座部佛教，在瀾滄王國社會地位最高（他們征服寮聽族，并令其成為奴隸）。
山区的泰族和寮龍族是同類民族，但他们不倾向與寮龍族同住，也不一定信上座部佛教。